# Nordic Ferry
Die Nordic Ferry war ein 1978 gebautes britisches RoRo-Schiff, das die Royal Navy 1982 im Falklandkrieg als Transporter einsetzte. Das mehrfach vergrößerte Schiff fuhr anschließend mit wechselnden Namen unter den Flaggen von Großbritannien, Mexiko sowie Zypern und wurde 2017 abgewrackt.

## Bau und technische Daten
Das Schiff wurde von der in London ansässigen Stena Container Line, einer Tochter der schwedischen Stena Line, bei der südkoreanischen Werft Hyundai Heavy Industries bestellt. Sie war das zehnte Schiff der Stena-Searunner-Klasse, von der die Werft elf Schiffe baute und zehn an die Stena Line ablieferte. In Ulsan wurde das Schiff am 11. Juli 1977 unter der Baunummer 651 auf Kiel gelegt. Beim Stapellauf am 20. März 1978 erhielt es den Namen Merzario Espania, im Juli des Jahres erfolgte die Ablieferung.
Bei der Ablieferung betrug ihre Länge 151,94 Meter, sie war 21,67 Meter breit und wies einen Tiefgang von 6,45 Metern auf. Ihre Tonnage betrug 5539 BRT bzw. 2485 NRT bei einer Tragfähigkeit von 8672 Tonnen. Der Antrieb bestand aus zwei bei Nippon Kōkan in Lizenz gebauten Pielstick Viertakt-Dieselmotoren vom Typ 12PC25V, die 11.475 kW erzielten und auf zwei Schrauben wirkten. Sie ermöglichten eine Geschwindigkeit von 17,0 Knoten. Die Schiffsbesatzung bestand aus 30 Mann.

## Geschichte

### In Charter europäischer Reedereien (1978–1982)
Mit der Übergabe der Merzario Espania an die Stena Container Line am 31. Juli 1978 wurde London als Heimathafen des Schiffes eingetragen. Bereits im August vercharterte der Eigentümer das Schiff an die italienische Merzario Lines, die es in Merzario Hispania umbenannte. Nach Ende der Charter übernahm die britische Townsend Thoresen European Ferries das Schiff im Januar 1980 und gab ihm den Namen Nordic Ferry. Das Schiff fuhr nun auf der Route zwischen Felixstowe und dem Rotterdamer Europoort. Unter ihrer Regie erfolgte von Dezember 1980 bis Februar 1981 ein erster Umbau auf der Hapag-Lloyd-Werft in Bremerhaven, bei dem unter anderem zusätzliche Einrichtungen für Passagiere und ein zusätzliches Oberdeck eingebaut wurden. Die Passagierkapazität stieg von 12 auf 144, ihre Vermessung änderte sich auf 6455 BRT bzw. 3284 NRT bei einer Tragfähigkeit von 8704 Tonnen.

### Transporter im Falklandkrieg (1982)
Einen Monat nach Beginn des Falklandkrieges requirierte das britische Verteidigungsministerium die Nordic Ferry am 3. Mai 1982, nachdem Argentinien sein Truppen auf den Falklands verstärkt hatte und auch die britischen Streitkräfte weitere Truppen benötigten. Zusammen mit dem gleichzeitig requirierten Schwesterschiff Baltic Ferry und der St. Edmund wurde die Nordic Ferry in Southampton vom 4. bis 9. Mai umgebaut. Es wurden unter anderem zwei Hubschrauberlandeplätze eingerichtet. Zusammen verließen die Schiffe am 9. Mai Großbritannien mit Truppen, Nachschub und die Nordic Ferry mit sechs Gazelle-Hubschraubern. Sie erreichten Ascension am 20. Mai. und die Nordic Ferry wurde von dort direkt zur San-Carlos-Bucht weitergeleitet. Im weiteren Verlauf beförderte sie Truppen der 5. Infanterie-Brigade von der Queen Elizabeth 2 und Nachschub von Südgeorgien zu den Falklands. Nach Ende der Kampfhandlungen kehrte sie nach Großbritannien zurück und erreichte das Land am 29. Juli.

### Einsatz auf Nordsee, Ostsee, vor Mexiko und im Mittelmeer (1982–2017)
Nach der Rückkehr in Großbritannien ging die Nordic Ferry in die Werft und wurde bis Ende August wieder für den zivilen Einsatz hergerichtet. Am 25. August kehrte sie in den Liniendienst zwischen Felixstowe und Rotterdam zurück. 1986 erfolgte der zweite Umbau des Schiffes auf der Werft Wilton-Fijenoord in Rotterdam, bei dem es zur Auto- und Personenfähre umgerüstet wurde und nun 688 Passagiere befördern konnte. Das Schiff war nun mit 18.732 BRT bzw. 10.578 NRT vermessen und hatte eine Tragfähigkeit von 8704 Tonnen. Es kam auf der Route zwischen Felixstowe und Zeebrugge zum Einsatz. Auf dieser Route kollidierte sie am 4. Februar 1987 vor Harwich mit dem Frachtschiff San Salvador (IMO 7717755). Nach dem Untergang der Herald of Free Enterprise und der Umfirmierung von Townsend Thoresen zu P&O European Ferries blieb sie unter dem neuen Eigentümernamen auf der bestehenden Route.
1992 gab P&O ihr den Namen Pride of Flanders, ohne dass sich am Einsatz etwas änderte. Im Oktober 1995 wurde sie von der Route Felixstowe – Zeebrugge abgezogen und kam wieder zwischen Felixstowe und Europoort zum Einsatz. Im November desselben Jahres ging das Schiff in die Belfaster Werft Harland & Wolff zum letzten Umbau. Die Vermessung änderte sich auf 16.776 BRT bei einer Tragfähigkeit von 10.578 Tonnen und einer Kapazität von 220 Passagieren und 258 Fahrzeugen.
Im Juli 2002 kaufte die schwedische Stena Line das Schiff zurück, verkürzte den Namen auf Flanders und setzte es zunächst zwischen Harwich und Europoort ein. Noch im selben Jahr vercharterte sie das Schiff an Scandlines, das nun in der Ostsee zwischen Trelleborg und Travemünde verkehrte. Nach dem Werftaufenthalt bei der polnischen Remontowa-Werft in Danzig erhielt das Schiff den Namen Stena Transporter und verkehrte von 2002 bis 2009 wechselnd auf Verbindungen zwischen Harwich und Rotterdam, Hoek van Holland und Killingholme, sowie in der Irischen See zwischen Dublin und Holyhead.
Im Juni verkaufte die Stena Line den Transporter an die Reederei Strade Blu in Genua. Unter dem Namen Strada Corsica war sie bis 2011 zwischen Livorno und Olbia auf Sardinien im Einsatz und wurde 2013 an Moby Lines verchartert, die die Route beibehielt. Noch 2013 kaufte Baja Ferries aus La Paz in Mexiko das Schiff und setzte es drei Jahre unter dem Namen La Paz Star in Mexiko ein. 2016 kehrte der Transporter als Med Star in das Mittelmeer zurück. Im griechischen Besitz und unter der Flagge Zyperns wurde sie an Blue Star Ferries verchartert. 2017 brach vor Rhodos ein Feuer im Maschinenraum des Schiffes aus, das evakuiert und nach Salamis abgeschleppt wurde. Anschließend wurde es zur Verschrottung verkauft und ab Dezember 2017 im türkischen Aliağa abgewrackt.